# Canal de Kazinga

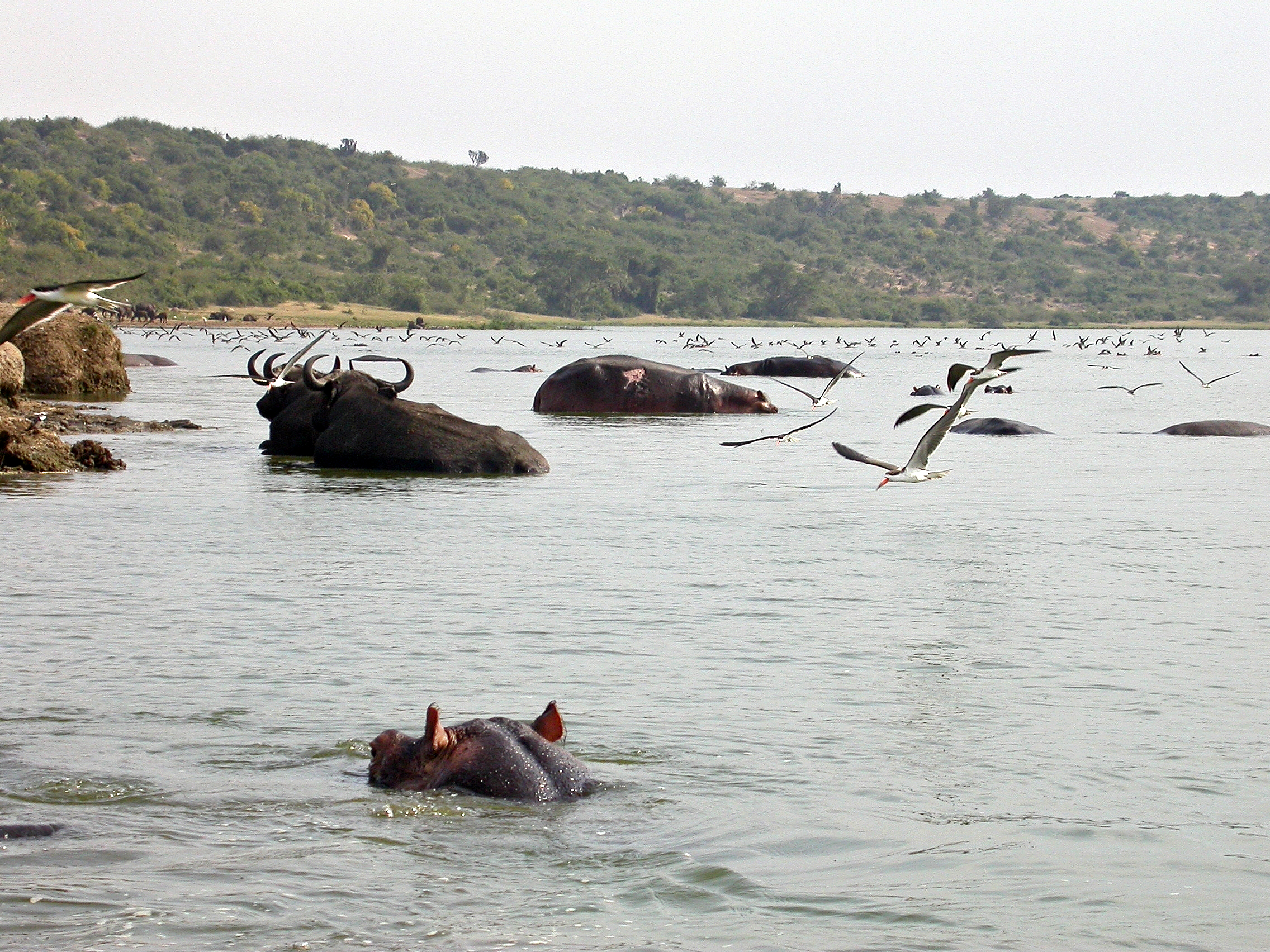
Hipopótamos en el canal de Kazinga.

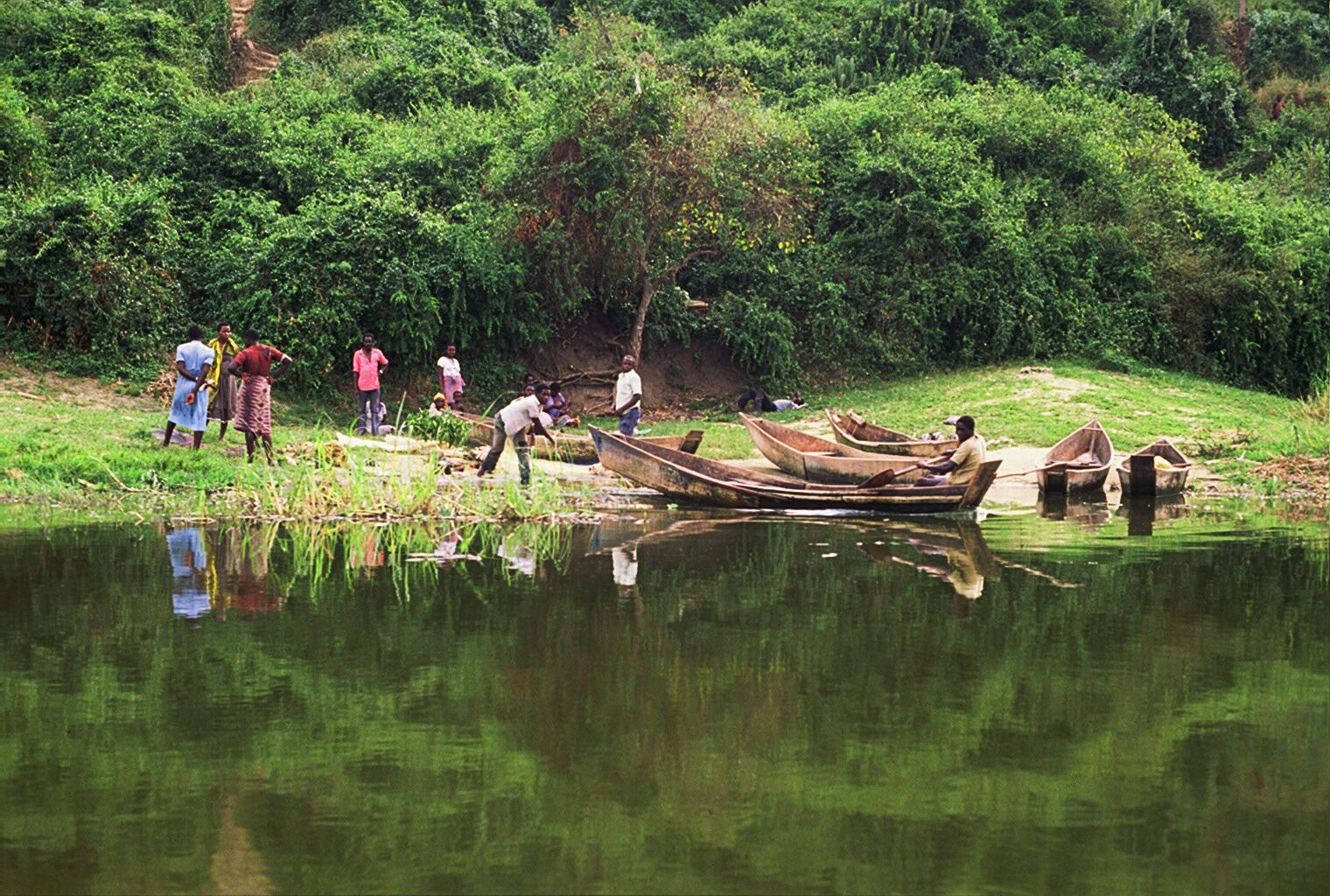
Pescadores en el canal de Kazinga.

El canal de Kazinga, en Uganda, es un canal natural ancho de 32 kilómetros de largo que une el lago Edward y el lago George, y es una característica dominante del parque nacional de la Reina Isabel. El canal atrae a una variada gama de animales y aves, con una de las mayores concentraciones de hipopótamos del mundo y numerosos cocodrilos del Nilo.
El lago George es un pequeño lago con una profundidad media de sólo 2,4 metros y que se alimenta de arroyos procedentes de las montañas Rwenzori. Su desagüe se realiza a través del canal Kazinga, que desagua en el lago Edward, con niveles de agua que fluctúan muy poco.
En 2005, un gran número de hipopótamos murieron en el canal como consecuencia de un brote de ántrax, que se produce cuando los animales comen restos de vegetación en los meses más secos, absorbiendo esporas bacterianas que pueden vivir durante décadas en el suelo seco.
El canal se describe como una zona popular de turismo de vida silvestre.